# DAV Summit Club
Die DAV Summit Club GmbH ist eine deutsche Bergsteigerschule und ein Reiseveranstalter mit Sitz in München. Das Unternehmen ist eine kommerzielle Tochtergesellschaft des Deutschen Alpenvereins e. V.
Als Bergsteigerschule des Deutschen Alpenvereins und Spezialreiseveranstalter bietet der DAV Summit Club neben Ausbildungskursen in allen alpinen Disziplinen auch Berg- und Kulturreisen weltweit an. Die Bergsteigerschule gilt als eine der größten der Welt.
Zum Spektrum gehören: Expeditionen, Hochtouren, Skitouren, Skidurchquerungen, Freeriding/Tiefschneekurse, Eisklettern, Schneeschuhtouren, Lawinenkurse, Bergrettungskurse, Sportklettern, Alpinklettern, Klettersteige, Alpenüberquerungen, Trekking-Reisen, Kultur-Rundreisen, Inselwanderungen, Bike-Reisen (Mountainbike, Trekkingbike, Rennrad), Familienreisen und Fotoreisen.

## Geschichte
Die DAV Summit Club GmbH entwickelte sich aus dem 1957 gegründeten Bergfahrtendienst des Deutschen Alpenvereins. Am 21. September 1957 stimmten bei der Hauptversammlung des Deutschen Alpenvereins im Stadtsaal von Füssen/Allgäu die Delegierten von 229 Sektionen dem Antrag von Hans Thoma, Referent für Ausbildung und Bergführerwesen im DAV-Verwaltungsausschuss, „mit großer Mehrheit“ zu.
Der DAV-Fahrtendienst veranstaltete unter der Federführung von Hans Thoma ab 1958 Ausbildungskurse, Tourenwochen, ausgewählte Wanderungen in abseitigen, besonders schönen Berggebieten und Hochgebirgsdurchquerungen. Die Leitung lag von Anfang an grundsätzlich bei „autorisierten, für die Veranstaltungen des Fahrtendienstes besonders ausgewählten und geschulten Bergführern“, unter anderem Otto Eidenschink und Anderl Heckmair, bekannt als Erstdurchsteiger der Eiger-Nordwand.
1969 berief der DAV den staatlich geprüften Berg- und Skiführer Günter Sturm, den Vertreter einer neuen Generation, zum Leiter des Fahrtendienstes, welcher gleichzeitig zur DAV Berg- und Skischule umbenannt wurde. Die DAV Berg- und Skischule sollte dem Alpenverein eigene alpine Kompetenz erhalten, die man bedroht sah, als 120 staatlich geprüfte Bergführer einen unabhängigen Berufsverband, den Verband Deutscher Berg- und Skiführer (VDBS), gründeten.
Steigende Umsätze und Gewinne erforderten neue Strukturen, da die unternehmerische Tätigkeit die Gemeinnützigkeit des Deutschen Alpenvereins gefährdete. So wurde 1977 eine selbständige Körperschaft gegründet, die DAV Berg- und Skischule GmbH.
Sieben Jahre später, 1984, erfolgte die Umbenennung in DAV Summit Club GmbH – Bergsteigerschule des Deutschen Alpenvereins.
Die Ära Sturm wurde durch den Gedanken geprägt, ein marktfähiges Unternehmen zu formen, also eine Entwicklungsabteilung für moderne Alpinistik, deren Maßnahmen und Produkte am kommerziellen Erfolg gemessen werden können. Günter Sturm entwickelte von 1969 an die Idee der „wiederholbaren Auslandsbergfahrt“. Eine wesentliche Voraussetzung war dabei der Aufbau eines weltumspannenden Netzes einheimischer Trekkingagenturen – ein partnerschaftliches Konzept, das bis heute angewendet wird und von später entstandenen Bergreiseveranstaltern übernommen wurde. Von Anfang an verfolgte der DAV Summit Club das Ziel der „Ausbildung zum selbständigen Bergsteiger“ und organisierte von der ersten Stunde an Expeditionen für Top-Alpinisten.
Mit rund 12.000 Teilnehmern pro Jahr gehört die DAV Summit Club GmbH zu den größten Bergreiseunternehmen im deutschsprachigen Raum. Der Deutsche Alpenverein ist bis heute der alleinige Inhaber und damit 100%iger Gesellschafter der DAV Summit Club GmbH.

## Geschäftsführer
Folgende Personen waren oder sind Geschäftsführer der DAV Summit Club GmbH:
- 1969–2003: Günter Sturm
- 2004–2007: Günther Härter
- 2007–0000: Interims-Geschäftsführer Michael Roepke
- 2008–2011: Ralph Bernhard
- 2011–2014: Ingo Nicolay
- 2014–2015: Manfred Lorenz, Olaf Tabor
- 2015–0000: Manfred Lorenz, Hagen Sommer

## Expeditionserfolge und Extrem-Trekkings
- 1969: Erste kommerzielle Expedition zum Aconcagua, 6959 m, unter der Leitung von Hermann Wolf
- 1971: Erste Expedition nach Nepal zum Parchamo, 6273 m, Rolwaling Himal
- 1975: Erstmals im Programm: Denali, 6190 m, höchster Gipfel Nordamerikas
- 1976: Erste kommerzielle Siebentausender-Expedition zum Trishul, 7120 m, unter der Leitung von Erich Reismüller
- 1981: Der DAV Summit Club bietet als erster Veranstalter Trekking-Touren in Tibet an
- 1982: Erste kommerzielle Achttausender-Expedition zur Shishapangma, 8013 m
- 1990: Erfolgreiche Expedition zum Cho Oyu, 8201 m, unter der Leitung von Expeditionsleiter Günther Härter und Sigi Hupfauer
- 1992: Erste Durchquerung zu Fuß der Takla Makan Wüste in China, unter der Leitung von Reinhold Messner und Bruno Baumann
- 2007: Deutsche Erstbesteigung des Koskulak Tagh, 7064 m, unter der Leitung von Matthias Robl

## Umwelt Engagement und soziale Verantwortung
Soziale Hilfsprojekte
- Rauchfreie Küchenöfen in Nepal: Aktive Unterstützung des gemeinnützigen Projekts „Die Ofenmacher e. V.“ www.ofenmacher.org
- Hilfe zur Selbsthilfe in Pakistan: Aktive Unterstützung des Vereins „Himalaya Karakorum Hilfe e. V.“ www.himalaya-karakorum-hilfe.com
- Informationen zu weiteren Projekten auf www.dav-summit-club.de/home/dav-summit-club/unserer-umwelt-zuliebe.html

Umwelt Engagement
- „PRINT&FOREST“ Projekt: Klimaneutrale Produktion des DAV Summit Club Kataloges: Bergreisen weltweit 2013. www.printandforest.de
- Klimabewusst Reisen: Die Klimaschutzorganisation „atmosfair“ investiert den freiwillig entrichteten atmosfair-Beitrag der DAV Summit Club Fernreisekunden in erneuerbare Energien www.atmosfair.de
- „DreckSack“: Als Müll- und Aufbewahrungsbeutel im Jahr 1990 konzipiert, ist der „DreckSack“ mittlerweile Botschafter für einen achtsamen Umgang mit der Natur. Über 21.000 DreckSäcke haben die Welt bisher ein bisschen sauberer werden lassen –  ein sichtbares Symbol für umweltbewusstes Handeln, welches dem Projekt der Bergwaldoffensive zugutekommt. www.facebook.com/Umweltdrecksack